# Патріарх Єрусалимський
Патріарх Єрусалимський (грец. Πατριάρχης Ιεροσολύμων; араб. بطريرك القدس; івр. פטריארך ירושלים) -предстоятель православної церкви Єрусалиму, однієї з найдавніших християнських церков, яка зберігає спадкоємність від апостольських часів. Його повний титул: «Патріарх Святого Міста Єрусалима і всієї Святої Землі, Сирії, Аравії та Зайордання, Кани Галілейської та Святого Сіону». Патріарх є релігійним лідером близько 200 000 православних християн у Святій Землі, більшість вірян складають палестинські араби.

## Історія
У перші століття християнства Єрусалим був головним центром, навколо якого об’єднувалися місцеві християнські громади. У цей період, відомий як Апостольська доба, Яків Праведний, замучений близько 62 року, став першим єпископом Єрусалима. Однак події, пов’язані з єврейськими повстаннями проти Риму у І–ІІ століттях, призвели до значних переслідувань, що вплинули і на християнську громаду міста. З часом Єрусалим поступово поступився провідною роллю іншим престолам, таким як Константинополь, Антіохія, Александрія та Рим.
Ситуація почала змінюватися за правління Костянтина Великого, коли посилення паломництва до Святої Землі привернуло нову увагу до Єрусалима. Перший Нікейський собор 325 року визнав особливий статус єпископа Єрусалима, хоча він ще не мав рангу митрополита. Згодом, на Халкедонському соборі 451 року, Єрусалим здобув автокефалію, став незалежним від митрополита Антіохії, і отримав юрисдикцію над трьома Палестинами. Таким чином, Єрусалим став патріархатом — одним із п’яти головних центрів християнського світу, які утворили пентархію. Формальне використання титулу "патріарх" закріпив імператор Юстиніан І у 531 році.
У 1054 році, після Великого розколу, Єрусалимський патріарх приєднався до трьох інших східних патріархів у формуванні Православної Церкви, тоді як Римський патріарх заснував Римо-Католицьку Церкву.
Під час хрестових походів ситуація знову змінилася. У 1099 році хрестоносці призначили латинського патріарха Єрусалима, через що православні патріархи були змушені жити у вигнанні в Константинополі до 1187 року.
У VII столітті Єрусалим перейшов під контроль мусульман після завоювання регіону арабами, що вплинуло на становище християнських громад. Після цього патріархат пережив численні випробування, зокрема втрату впливу та періоди переслідувань. У XVI столітті Єрусалим став частиною Османської імперії, яка, хоча й запровадила обмеження для християн, дозволяла православній церкві зберігати свою ієрархію. Османські султани визнали статус патріарха як духовного лідера православних християн, хоча церковна діяльність суворо контролювалася владою.
Після розпаду Османської імперії у 1922 році Єрусалимський патріархат опинився під юрисдикцією Британського мандату в Палестині. Цей період супроводжувався численними викликами, включаючи політичну нестабільність і напруження між християнськими, мусульманськими та єврейськими громадами регіону. У 1948 році, після створення Держави Ізраїль, патріархат зіткнувся з новими труднощами, зокрема скороченням християнського населення на Святій Землі через еміграцію. Незважаючи на це, Єрусалимський патріарх зберігає ключову роль у підтримці православної традиції та управлінні святинями регіону, співпрацюючи з місцевою владою та міжнародними організаціями для збереження свого історичного спадку.

## Поточна ситуація
Сьогодні резиденція Єрусалимського патріархату розташована у Храмі Гробу Господнього в Єрусалимі, одному з найсвятіших місць християнства.
Кількість православних християн у Святій Землі оцінюється приблизно у 200 000 осіб. Більшість вірян складають палестинські араби, але також є невеликі громади ассирійців, греків та грузинів. Попри історичні та сучасні виклики, патріархат продовжує відігравати важливу роль у збереженні духовного життя православних християн у регіоні.
У 2005 році Єрусалимський патріархат зіткнувся зі скандалом, пов’язаним із продажем церковної землі в Східному Єрусалимі ізраїльським інвесторам. Тодішнього патріарха Іренея було усунуто Священним Синодом Єрусалима після звинувачень у причетності до цієї угоди. Для перегляду ситуації був скликаний спеціальний Всеправославний Синод у Константинополі під головуванням Вселенського Патріарха Варфоломія I. Синод підтвердив рішення про усунення Іренея, а його ім’я було викреслено з диптихів.
Після цього місцеблюстителем патріаршого престолу став митрополит Петри Корнилій. 22 серпня 2005 року на посаду 141-го Патріарха Єрусалимського був обраний архієпископ Фаворський Феофіл III, який обіймає цю позицію до сьогодні.

## Список патріархів

### Патріархи, що проживали в Єрусалимі (451–1099)

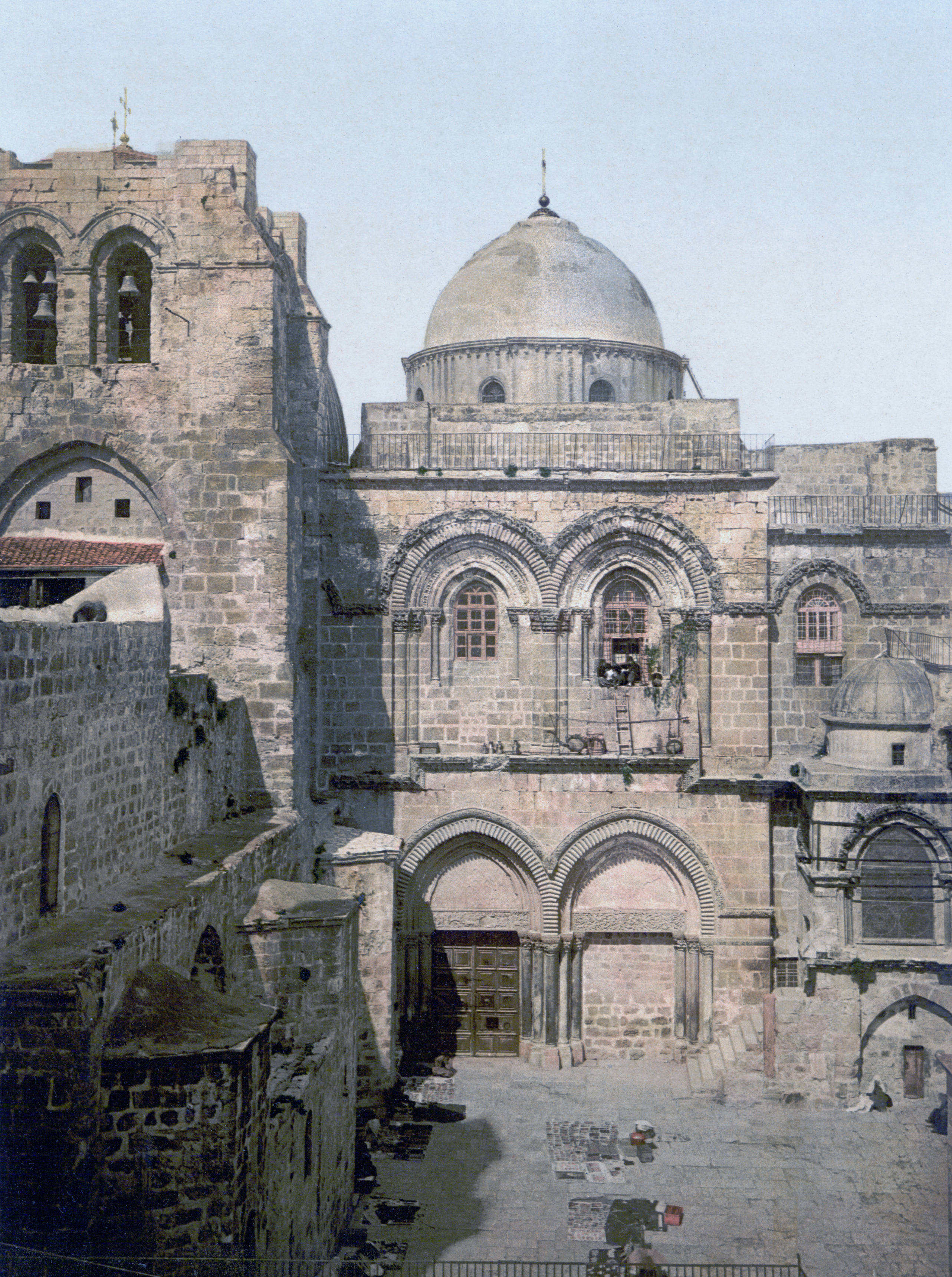
Церква Гробу Господнього

Халкедонський собор у 451 році надав Єрусалимському єпископу статус патріарха, зробивши його одним із п’яти предстоятелів Пентархії. Ця подія зміцнила позиції Єрусалимської церкви, яка перейшла з-під юрисдикції Антіохійського патріархату під безпосередній вплив Візантії. Протягом наступних століть духовенство візантійського обряду, включно з Братством Гробу Господнього, відігравало провідну роль у підтримці духовного життя та управлінні святинями.
Список патріархів цього періоду включає:
- Ювеналій (451–458); Феодосій був антихалкедонським контрєпископом (451–453), в опозиції до Ювеналія.[2]
- Анастасій I (458–478)
- Мартірій (478–486)
- Саллусій (486–494)
- Ілля I (494–516)
- Іван III (516–524)
- Петро (524–544)
- Макарій II (544–552, 564–575)
- Євстохій (552–564)
- Іван IV (575–594)
- Амос (594–601)
- Ісаак (601–609)
- Захарій (609–632)
- Модест (632–634)
- Софроній I (634–638)
- посада вакантна (638–681?/692)
  - Патріарший вікарій Стефан з Дори за підтримки Івана з Філадельфії (після 649–?)
- Анастасій II (681?/692–706)
- Іван V (706–735)
- Феодор (745–770)
- Ілля II (770–797)
- Георгій (797–807)
- Тома I (807–820)
- Василій (820–838)
- Іван VI (838–842)
- Сергій I (842–844)
- посада вакантна (844–855)
- Соломон (855–860)
- посада вакантна (860–862)
- Феодосій (862–878)
- Ілля III (878–907)
- Сергій II (908–911)
- Леонтій I (912–929)
- Афанасій I (929–937)
- Христодул (937–950)
- Агатон (950–964)
- Іван VII (964–966)
- Христодул II (966–969)
- Тома II (969–978)
- посада вакантна (978–980)
- Йосиф II (980–983)
- Орест (983–1005)
- посада вакантна (1005–1012)
- Феофіл I (1012–1020)
- Никифор I (1020–1048)
- Йоанникій (1048–???)
- Софроній II (???–1084)
- Євфимій I (1084)
- Симеон II (1084–1106)

### Патріархи у вигнанні (1099–1187)
Після Великого розколу 1054 року, який розділив християнський світ на Східну (Православну) та Західну (Католицьку) церкви, напруженість між християнами продовжувала зростати.
Перший хрестовий похід (1096–1099), організований за закликом Папи Урбана II, мав на меті відновлення християнського контролю над Святим Гробом і Єрусалимом, який перебував під владою мусульманських держав. Однією з головних причин походу було прагнення захистити християнських паломників, які зазнавали утисків під час подорожей до святих місць, а також політичне й релігійне бажання зміцнити позиції римського християнства.
У результаті хрестового походу в 1099 році хрестоносці захопили Єрусалим і заснували Єрусалимське королівство. На території королівства було створено Латинський патріархат, що діяв під егідою Католицької церкви, а його резиденція розташовувалася безпосередньо в місті Єрусалимі.
Православні патріархи, однак, не втратили свого титулу й продовжували обиратися, але змушені були покинути Святе Місто. Вони проживали у вигнанні в Константинополі, тодішньому центрі східного християнства. У цей період їхня основна діяльність зосереджувалася на підтримці православної традиції, збереженні юрисдикції над православними вірянами Святого Міста та співпраці з Візантійською імперією для захисту інтересів церкви.
Список православних патріархів цього періоду включає:
- Савва (1106–11??)
- Іван VIII (11??–11??)
- Микола (11??–11??)
- Іван IX (1156–1166)
- Никифор II (1166–1170)
- Леонтій II (1170–1190)

### Патріархи, що проживали в Єрусалимі (з 1187)
Вигнання православних патріархів завершилося у 1187 році, коли султан Саладін під час визвольної кампанії повернув Єрусалим під контроль мусульман. Він відновив права православної церкви на святині, забезпечивши доступ до них для вірян.
У той же час латинський патріарх був змушений залишити місто через мусульманське відвоювання Єрусалима. Хоч посада латинського патріарха збереглася і католицька церква продовжувала його призначати, але тепер він проживав поза Єрусалимом. Спочатку латинські патріархи мешкали в контрольованому франками Леванті до 1374 року, а пізніше — у Римі, аж до сьогодення.
Православні патріархи, повернувшись до Єрусалима, відновили свою безпосередню присутність у місті, керуючи патріархатом та опікуючись святинями. 

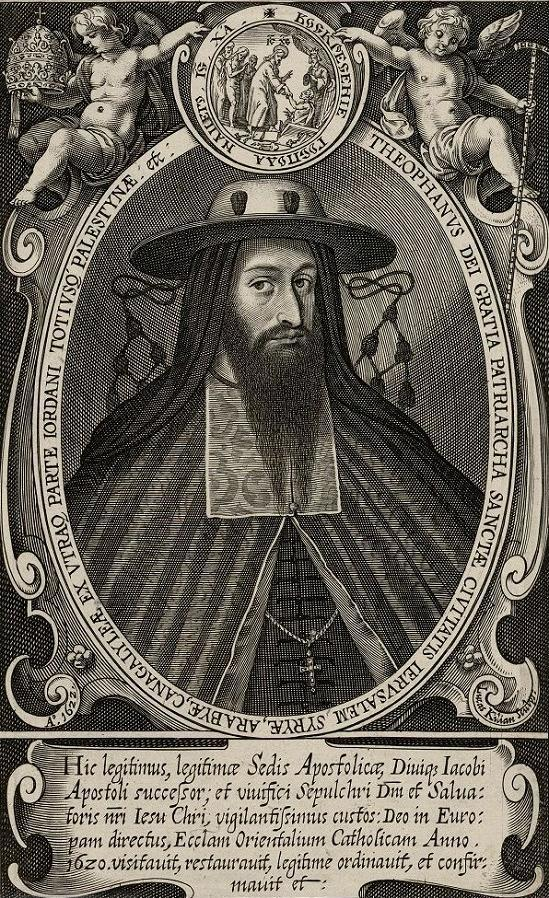
Феофан III

Список православних патріархів цього періоду включає:

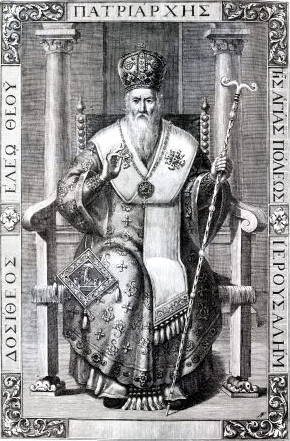
Досифей II

- Досіфей I (1187–1189; 1191-?)
- Марк II (1191?–?)
- посада вакантна (?–1223)
- Євфимій II (1223)
- Афанасій II (ca. 1231–1244)
- Софроній III (1236–?)
- Григорій I (?–1298)
- Фаддей (1298)
- посада вакантна (1298–1313)
- Афанасій III (1313–1314)
- посада вакантна (1314–1322)
- Григорій II (1322)
- посада вакантна (1322–1334)
- Лазар (1334–1368)
- посада вакантна (1368–1376)
- Дорофей I (1376–1417)
- Феофіл II (1417–1424)
- Феофан I (1424–1431)
- Іоаким (1431–?)
- посада вакантна (?–1450)
- Феофан II (1450)
- посада вакантна (1450–1452)
- Афанасій IV (1452–???)
- посада вакантна (?–1460)
- Яков II (1460)
- посада вакантна (1460–1468)
- Авраам I (1468)
- Григорій III (1468–1493)
- посада вакантна (1493–1503)
- Марк III (1503)
- посада вакантна (1503–1505)
- Дорофей II (1505–1537)
- Герман (1537–1579)
- Софроній IV (1579–1608)
- Феофан III (1608–1644)
- Паісій (1645–1660)
- Нектарій I (1660–1669)
- Досифей II (1669–1707)
- Хризанф (1707–1731)
- Мелетій (1731–1737)
- Парфеній (1737–1766)
- Єфрем II (1766–1771)
- Софроній V (1771–1775)
- Авраам II (1775–1787)
- Прокопій I (1787–1788)
- Анфімій (1788–1808)
- Полікарпій (1808–1827)
- Афанасій V (1827–1845)
- Кирил II (1845–1872)
- Прокопій II (1872–1875)
- Єрофей (1875–1882)
- Никодим I (1883–1890)
- Герасим I (1891–1897)
- Даміан I (1897–1931)
- Тимофій I (1935–1955)
- посада вакантна (1955–1957)
- Венедикт I (1957–1980)
- Діодор I (1980–2000)
- Іриней I (2001–2005)
- Феофіл III (2005–дотепер)

## Дивіться також
- Англіканський єпископ в Єрусалимі
- Єрусалимський вірменський патріархат
- палестинські християни
- Християнство в Ізраїлі
- Про-Єрусалимське товариство (1918–1926) – Патріарх був членом його керівної Ради
- Хронологія Єрусалиму

## Зовнішні посилання
- Єрусалимський православний патріархат
- Католицька енциклопедія: Єрусалим (71–1099 рр. н. е.)
- Грецький православний патріархат у греко-ізраїльсько-палестинському трикутнику